# 曾奕文
曾奕文（英語：Edmond Tsang；？—），香港作曲家，代表作《我不会唱歌》、《转》、《劳斯·莱斯》等。他早年就讀高主教書院。曾与李克勤、何韵诗、方皓玟等合作多张大碟，后期帮助方皓玟作唱片监制，负责几乎全碟的编曲及监制等工作。毕业于香港大学，主修历史及音乐，并于2003年取得哲学硕士学位，及后再取得香港中文大學歷史系博士學位，研究興趣包括香港早期政黨發展、香港政治史、以及中國共產黨與貝多芬音樂。曾参与不同的音乐制作，包括舞台剧、电视广告配乐、并曾为电影作管弦乐编制。2003年开始创作流行曲，2017年結婚，於2019年出版《香港最早期政黨及民主鬥士：革新會及公民協會》一書。

## 歌曲作品列表

### 2003年
- 李克勤 - 我不會唱歌（曲、編）
- 許志安 - 窮爸爸（曲）
- 傅珮嘉 - 轉（曲）
- 薛凱琪 - 麥當娜一吻（曲、編）

### 2004年
- 2R - 愛情專櫃（曲）
- E-kids - 再見4.1（曲、編、監）
- 何韻詩 - 花迷戀（同曲國語版名為《玻璃蒼蠅》）（曲）
- 李克勤 - 大時代（曲）
- 李克勤 - 佳節（曲）
- 謝霆鋒 - 日月（曲）

### 2005年
- 王　媞 - 忘了你不如忘了自己（曲）
- 古巨基、王麗達 - 愛是神話（曲）
- 何韻詩 - 十八相送（曲）
- 何韻詩 - 勞斯.萊斯（曲）
- 何韻詩 - 樓台會（曲）
- 吳浩康 - 第三者（曲）
- 李克勤 - 婚後事（曲）
- 李克勤 - 韓夜不冷（曲）
- 李克勤 - 大雨（曲）
- 容祖兒 - 天之驕女（曲）
- 張栢芝 - 勇（曲）
- 葉宇澄 - 瑪莉蓮妒忌東方女生（曲）
- 譚詠麟 - 我在乎（曲）

### 2006年
- 方皓玟 - 歡迎光臨（編、監）
- 方皓玟 - 獻技（曲、編、監）
- 方皓玟 - 小兔（曲、編、監）
- 方皓玟 - 變節戲（曲、編、監）
- 方皓玟 - 勞絲.萊絲（曲、編、監）
- 方皓玟、王浩信 - 拖字闕（曲、編、監）
- 李克勤 - 天水、圍城（曲）

### 2007年
- 方力申 - 天同地（曲）
- 方皓玟 - 新鮮人（編、監）
- 方皓玟 - 捉迷藏（編、監）
- 何韻詩 - 以身犯險（曲）
- 李克勤 - 生命四重奏（曲）
- 李克勤 - 再見演奏廳（曲、編）
- 泳　兒 - 送我一個家（曲）
- 洪卓立 - 愛·無膽（曲、編）
- 容祖兒 - 螢（曲）

### 2008年
- 何韻詩 - 韻律泳（曲）
- 唐素琪 - 阿花（曲、編、監）
- 劉德華 - 未到傷心處（曲）
- 戴夢夢 - 花木難（編、監）

### 2009年
- BBR - 一人少句
- BBR - 大男友
- BBR Feat. 曾志偉 - 撐撐堂
- 楊千嬅 - 孖公仔（曲）
- 溫家恆 - 同窗密友（曲）
- 戴夢夢 - 一走了之（曲）

### 2010年
- JW - 孤單不要怕（曲）
- 方皓玟 - 異流（編、監）
- 方皓玟 - Won't You Stand（編、監）
- 方皓玟 - 超生記（編、監）
- 張敬軒 - 春秋（曲）
- 鄧健泓 - 逾期居留（曲）

### 2011年
- 方皓玟 - 大同（編、監）
- 方皓玟 - 三不管（編、監）
- 方皓玟 - Lady Copy（編、監）
- 方皓玟 - To Haters（編、監）
- 方皓玟 Feat. MastaMic - 666（編、監）
- 喬樂頤 - 櫻桃草莓（監）
- 喬樂頤 - Hea（曲、編、監）
- 喬樂頤 - 媽媽，我的壓力好大（監）
- 焯　皓 - 咒怨（曲）

### 2012年
- C AllStar - 少數（曲）
- Kellyjackie - 七年滋養（曲、編）
- 方皓玟 - 我Like你（編、監）
- 方皓玟 - 唵嘛呢叭咪吽（編、監）
- 方皓玟 - Life is So Beautiful（編、監）
- 江若琳 - 水火不容（曲）
- 鄭嘉嘉 - 情謎（曲）
- 關心妍 - 我們都自私（曲）

### 2013年
- 方皓玟 - TMD（編、監）

### 2014年
- 方皓玟 - Dt'z it（監）
- 方皓玟 - 分手總約在雨天（監）
- 方皓玟 - 無人像你（監）

### 2015年
- 方皓玟 - 虛偽（監）
- 方皓玟 - 哭乾了眼淚（監）
- 方皓玟 - 你是你本身的傳奇（監）
- 張敬軒 - 叮噹可否不要老（曲、編、監）

### 2016年
- 方皓玟 - Believe In Live（監）
- 方皓玟 - 還要去過生活（編、監）
- 張敬軒 - 不同班同學（曲）
- 趙學而 - 其實怕選擇（曲、編、監）
- 任賢齊、梁漢文 - 我們的最後（編、監）
- 梁漢文 - 无间断（曲、編、監）

### 2017年
- 小　肥 - 當你走了以後II - 觸景傷城（編）
- 鄭秀文 - 痛入心扉（編）
- 鄭秀文 - 理智與感情（曲）

### 2018年
- 方皓玟 - 時間囊（監）
- 李晧軒 - 明明想抱緊（曲）
- 胡鴻鈞 - 偷聽情歌（編、監）

### 2019年
- 曾傅君 - 不留餘地（曲）

### 2020年
- 香港中文大學校友事務處 - 中大志（曲）[7]

### 2021年
- 鄭秀文 - 無人島（曲、編）

### 2022年
- 鄭欣宜 - 分岔路（曲、編、監）

### 2023年
- 李克勤 - 弦續（曲）
- 李克勤 - 回魂夜（曲）
- 李克勤 - 問題王子（曲）
- 李克勤 - 妳的移動城堡（曲）
- 鄭秀文 - 吃掉悲傷（曲）

### 2024年
- 熙諭 - 塵土（曲）
- 徐嘉蔚 - 虛偽光彩（監）